# Beilschmiedia laotica
Beilschmiedia laotica är en lagerväxtart som beskrevs av André Joseph Guillaume Henri Kostermans. Beilschmiedia laotica ingår i släktet Beilschmiedia och familjen lagerväxter. Inga underarter finns listade i Catalogue of Life.